# Ptilodactyla nigra
Ptilodactyla nigra là một loài bọ cánh cứng trong họ Ptilodactylidae. Loài này được Kirsch miêu tả khoa học năm 1873.